# 斯普雷格 (內布拉斯加州)
斯普雷格（英語：Sprague）是位於美國內布拉斯加州蘭開斯特縣的村。

## 人口
根據2020年美國人口普查的數據，斯普雷格的面積為0.26平方千米，皆為陸地。當地共有人口136人，而人口密度為每平方千米523人。